# NGC 2102
NGC 2102 (również ESO 57-SC29) – gromada otwarta, znajdująca się w gwiazdozbiorze Złotej Ryby. Należy do Wielkiego Obłoku Magellana. Odkrył ją John Herschel w 1837 roku.